# Balthazar (músico)
Balthazar Góes Neto (Aracaju,, 5 de março de 1952), conhecido artisticamente apenas por Balthazar, é um cantor e compositor brasileiro.

## Carreira
Começou a carreira na década de 1970. Fez sucesso mais precisamente no ano de 1975, quando lançou o álbum Cartas de Amor. 
Suas músicas de maior sucesso foram Cartas de Amor, Transas de Amor, Mariana, Sarah, Depois de Ti, Depois do Amor. Outro sucesso foi a canção Se Ainda Existe Amor, que foi composta por Raul Seixas.
Ele ainda foi produtor musical, onde trabalhou com Serguei, Lady Zu, entre outros.

## Discografia
- 1975: Cartas de Amor
- 1976: Se Eu Parar de Cantar
- 1977: Transas de Amor
- 1979: Balthazar
- 1981: Chama ae Amor
- 1984: Fale Amor
- 1991: Te Amo Te Quero de Graça
- 2000: "Saudades"
- 2008: "Breganejo"